# Selección de balonmano playa de Rusia
La Selección de balonmano playa de Rusia es la selección absoluta de Balonmano playa de Rusia. Es una de las selecciones más importantes de Europa.

## Historial

### Mundiales
- 2004 -  Medalla de bronce
- 2006 - 9.º puesto
- 2008 - 8.º puesto
- 2010 - 6.º puesto
- 2012 - 4.º puesto
- 2014 - 7.º puesto
- 2016 - No participó
- 2018 - 6.º puesto

### Europeos
- 2000 - 4.º puesto
- 2002 -  Medalla de plata
- 2004 -  Medalla de oro
- 2006 - 7.º puesto
- 2007 -  Medalla de oro
- 2009 -  Medalla de plata
- 2011 -  Medalla de plata
- 2013 -  Medalla de plata
- 2015 - 5.º puesto
- 2017 -  Medalla de plata